# クリッテンデン郡 (アーカンソー州)
クリッテンデン郡（クリッテンデンぐん、英: Crittenden County）は、アメリカ合衆国アーカンソー州の東部に位置する郡である。2010年国勢調査での人口は50,902人であり、2000年の50,866人から0.1％増加した。郡庁所在地はマリオン市（人口12,345人）であり、同郡で人口最大の都市はウェストメンフィス市（人口26,245人）である。クリッテンデン郡は1825年10月22日に州内12番目の郡として設立され、郡名はアーカンソー準州の初代州務長官ロバート・クリッテンデンに因んで名付けられた。
クリッテンデン郡はテネシー州、ミシシッピ州、アーカンソー州に跨るメンフィス大都市圏に属している。テレビ・ラジオの電波はメンフィスから来ているが、リトルロックの放送はケービルテレビで視聴できる。

## 地理
アメリカ合衆国国勢調査局に拠れば、郡域全面積は636.69平方マイル (1,649.0 km2)であり、このうち陸地610.17平方マイル (1,580.3 km2)、水域は26.52平方マイル (68.7 km2)で水域率は4.17％である。

### 主要高規格道路
| - 州間高速道路40号線 - 州間高速道路55号線 - アメリカ国道61号線 - アメリカ国道63号線 - アメリカ国道64号線 - アメリカ国道70号線 - アメリカ国道79号線 | - アーカンソー州道38号線 - アーカンソー州道42号線 - アーカンソー州道50号線 - アーカンソー州道77号線 - アーカンソー州道118号線 - アーカンソー州道131号線 - アーカンソー州道147号線 | - アーカンソー州道149号線 - アーカンソー州道184号線 - アーカンソー州道191号線 - アーカンソー州道218号線 - アーカンソー州道816号線 |

### 航空
郡内にはウェストメンフィス市民空港があり、管制塔と着陸誘導装置のある一般用途空港である。テネシー州メンフィス中心街の北には民間のジェネラル・デウィット・スペイン空港がある。
メンフィス国際空港も近くにあり、多くの航空会社の商業便が利用できるほか、フェデックスの国際貨物のハブになっている。

### 鉄道
ユニオン・パシフィック鉄道がマリオンの西で広さ600エーカー (2.4 km2）のインターモーダル施設を運営している。マリオンではBNSF鉄道も操車場を運営している。
アムトラックの旅客列車は、近くのメンフィスにあるメンフィス中央駅から利用できる。「シティ・オブ・ニューオーリンズ」列車は毎日2往復シカゴとニューオーリンズの間で運行している。

### 水路
クリッテンデン郡とウェストメンフィス市が協働でミシシッピ川の港を運営している。ミシシッピ川の対岸にはメンフィス国際港があり、州間高速道路55号線でアクセスできる。メンフィス国際港は国内第4位の内陸港である。

### 隣接する郡
- ミシシッピ郡 - 北東
- ティプトン郡 (テネシー州)、シェルビー郡 (テネシー州) - 東
- デソト郡 (ミシシッピ州) - 南東
- トゥニカ郡 (ミシシッピ州) - 南
- リー郡 - 南西
- セントフランシス郡、クロス郡 - 西
- ポインセット郡 - 北西

### 国立保護地域
- ワッパノッカ国立野生生物保護区

## 人口動態

人口ピラミッド

以下は2000年の国勢調査による人口統計データである。
| 基礎データ - 人口: 50,866人 - 世帯数: 18,471 世帯 - 家族数: 13,373 家族 - 人口密度: 32人/km2（83人/mi2） - 住居数: 20,507軒 - 住居密度: 13軒/km2（34軒/mi2） 人種別人口構成 - 白人: 50.91% - アフリカン・アメリカン: 47.05% - ネイティブ・アメリカン: 0.24% - アジア人: 0.47% - 太平洋諸島系: 0.02% - その他の人種: 0.66% - 混血: 0.64% - ヒスパニック・ラテン系: 1.42% 年齢別人口構成 - 18歳未満: 31.1% - 18-24歳: 9.4% - 25-44歳: 29.1% - 45-64歳: 20.5% - 65歳以上: 9.9% - 年齢の中央値: 32歳 - 性比（女性100人あたり男性の人口） - 総人口: 91.0 - 18歳以上:85.0 | 世帯と家族（対世帯数） - 18歳未満の子供がいる: 37.4% - 結婚・同居している夫婦: 45.8% - 未婚・離婚・死別女性が世帯主: 21.3% - 非家族世帯: 27.6% - 単身世帯: 23.7% - 65歳以上の老人1人暮らし: 8.0% - 平均構成人数 - 世帯: 2.72人 - 家族: 3.23人 収入と家計 - 収入の中央値 - 世帯: 30,109米ドル - 家族: 34,982米ドル - 性別 - 男性: 31,299米ドル - 女性: 21,783米ドル - 人口1人あたり収入: 14,424米ドル - 貧困線以下 - 対人口: 25.3% - 対家族数: 21.0% - 18歳未満: 35.3% - 65歳以上: 23.7% |

## 高等教育
郡内ウェストメンフィスにはミッドサウス・コミュニティカレッジがある。このカレッジはアーカンソー州立大学、アーカンソー大学、アーカンソー中央大学、アーカンソー工科大学、およびフランクリン大学との協業で、学士号、修士号まで取得できるコースがある。
テネシー州メンフィスに近いことで、下記の高等教育機関も利用できる。
- バプテスト健康科学カレッジ
- クリスチャン・ブラザーズ大学
- ルモワン・オーウェン・カレッジ
- メンフィス芸術カレッジ
- ローズ・カレッジ（元サウスウェスタン・カレッジ・メンフィス校）
- サザン眼科カレッジ
- 南西テネシー・コミュニティカレッジ
- ユニオン大学 - ジャーマンタウン・キャンパス
- メンフィス大学（元メンフィス州立大学）
- テネシー大学健康科学センター（歯科、医療科、看護科、薬科各カレッジ、健康科学、応用健康科学各修士課程）
- ビクトリー大学
- 視覚音楽カレッジ

### 神学校
- メンフィス・スクール・オブ・プリーチング
- メンフィス・セオロジカル・セミナリー
- ミッドアメリカ・バプテスト・セオロジカル・セミナリー
- ハーディング・スクール・オブ・セオロジー

## 医療
ウェストメンフィスには152床のクリッテンデン地域病院がある。この病院はマリオン市とウェストメンフィス市に多くの外来医院を運営しており、またテネシー大学歯学部との協業で小児歯科を経営している。デルタAHECおよびアーカンソー大学医学部田園部医療プログラムとの共同で、患者教育プログラムを公開している。
アーカンソー州厚生省がウェストメンフィス市で医院を経営している。
マリオン市とウェストメンフィス市では多くの民間医院も開業している。クリッテンデン地域病院はウェブサイトで提携する医師のリストを公開している。

## 都市と町
| - ウェストメンフィス - マリオン - 郡庁所在地 |

### 町
| - アンソニービル - クラークデール - クロウフォーズビル - アール | - エモンドソン - ギルモア - ホーシューレイク - ジェネット | - ジェリコ - サンセット - ターレル |

## 郡区
アーカンソー州の郡はさらに郡区に小区分されている。各郡区には未編入領域と、編入済み自治体がある。現代の郡区にはその維持目的が限られたものになっている。アメリカ合衆国国勢調査局は郡区を元に人口を集計している。また系図調査など歴史的な目的には価値がある。1つ以上の郡区に入っている町や都市は統計調査に基づいて扱われる。クリッテンデン郡の郡区は下記リストの11区である。
- ブラックオーク
- ボブウォード（アンソニービル、エモンドソン、ジェネットの小部分）
- フォーグルマン（ギルモア、ターレル）
- ジャクソン（クロウフォーズビル、マリオンの一部、ウェストメンフィスの一部、ジェネットの小部分）
- ジャスパー（サンセット、マリオンの大半、ウェストメンフィスの一部、クラークデールの小部分）
- ルーカス（ホースシューレイク）
- ミシシッピ（ウェストメンフィスの大半、マリオンの部分）
- マウンドシティ（マリオンの部分、ウェストメンフィスの部分、クラークデールの小部分）
- プロクター（ウェストメンフィスの部分）
- タイロンザ（アール、ジェネットの大半）
- ワッパノッカ（ジェリコ、クラークデールの大半）